# 真実の手記 BC級戦犯 加藤哲太郎「私は貝になりたい」
『私は貝になりたい あるBC級戦犯の叫び』（わたしはかいになりたい あるビーシーきゅうせんぱんのさけび）は、加藤哲太郎による手記・書簡集。1994年10月に春秋社より刊行された。加藤の巣鴨拘置所での獄中手記と獄中から家族に宛てた手紙22通を収録する。2005年8月に新装版が、2018年6月に普及版が刊行された。
『真実の手記 BC級戦犯加藤哲太郎 私は貝になりたい』（しんじつのしゅき BCきゅうせんぱんかとうてつたろう わたしはかいになりたい）と題して2007年にテレビドラマ化された。

## 収録内容
- 狂える戦犯死刑囚（初出：飯塚浩二編『あれから七年 学徒戦犯の獄中からの手紙』〈1953年、光文社〉[1]）
- 戦争は犯罪であるか
- 私達は再軍備の引換え切符ではない
- 水洗便所の水音
- 私はなぜ「貝になりたい」の遺書を書いたか
- 恩師への手紙
- 獄中から家族に宛てた手紙

## 書誌情報
- 私は貝になりたい あるBC級戦犯の叫び（1994年10月、春秋社、ISBN 978-4-393-44161-9）
- 私は貝になりたい あるBC級戦犯の叫び〈新装版〉（2005年8月、春秋社、ISBN 978-4-393-44161-9）
- 私は貝になりたい あるBC級戦犯の叫び〈普及版〉（2018年6月、春秋社、ISBN 978-4-393-44168-8）

## テレビドラマ
『真実の手記 BC級戦犯 加藤哲太郎「私は貝になりたい」』（しんじつのしゅき BCきゅうせんぱん かとうてつたろう「わたしはかいになりたい」）と題してテレビドラマ化され、「終戦記念特別ドラマ」として2007年8月24日の21時から23時24分に日本テレビ系列で放送された、単発スペシャルのテレビドラマ。
加藤がペンネームで発表した獄中手記「狂える戦犯死刑囚」（1953年）をもとに橋本忍が執筆したフィクションに基いた過去4度の映像化と異なり、本作では実話に基いて敗戦後の逃亡生活や投獄など加藤の激動の人生を描く。
往年の名作テレビドラマと同じタイトルが冠されているが、全く別のストーリーである。
「終戦記念特別ドラマ」として放送され、視聴率は12.4%（関東地区、ビデオリサーチ調べ）であった。
「文化庁芸術祭」参加作品として、日本テレビで2007年11月17日の早朝2:40 - 5:00に再放送された。

### 概要
1958年にラジオ東京テレビ（現・TBS）で放映された、テレビドラマ『私は貝になりたい』はフィクションであった。しかし、その作品内の遺書は、実在の人物である加藤哲太郎によって書かれたものが、モデルであった。このドラマでは、加藤がBC級戦犯として生きた実話をとりあげる。
詳細については加藤哲太郎の項を参照のこと。

### キャスト
- 加藤哲太郎：中村獅童
- 加藤不二子：優香
- 野村義直：加藤晴彦
- 五十嵐栄吉：鳥羽潤
- エドワーズ：パトリック・ハーラン（パックンマックン）
- 武藤兼男：萩原一樹
- 大門幸助：深水三章
- 加藤美地子：東亜優
- 加藤小雪：名取裕子
- 木崎修吾：斉藤洋介
- 篠田喜久雄：山本圭
- 坂本信吾：竹山隆範（カンニング）
- 通訳：久保耐吉
- 農夫：不破万作
- 吉川悦男：中村雅俊（友情出演）
- 自殺した戦犯の妻：寺島しのぶ（友情出演）
- 現在の不二子：市原悦子（友情出演）
- 加藤一夫：森本レオ
- 篠田サチエ：草笛光子
- 倉沢澄子：飯島直子

### スタッフ
- 原作：加藤哲太郎『私は貝になりたい -あるBC級戦犯の叫び-』（春秋社刊）
- エンディングテーマ：JONTE「ゆれる」
- プロデュース：佐藤敦、西牟田知夫、大森美孝
- 脚本：寺田敏雄
- 演出：雨宮望
- 音楽：大島ミチル
- スタント&アクション：FCプラン
- ロケ協力：湘南藤沢フィルムコミッション、いばらきフィルムコミッション、いわきフィルムコミッション、とちぎフィルム応援団、とちぎえいぞー支援隊、フィルムサポート島田、神奈川県立体育センター、中部電力、栃木市ほか
- 技術協力：NiTRO、日本テレビアート
- 美術協力：日本テレビアート、高津装飾美術、赤堀料理学園
- 編集・MA：映広
- スタジオ：東映東京撮影所
- 製作協力：日テレアックスオン
- 製作著作：日本テレビ